# Disraeli Gears
Disraeli Gears – drugi album grupy Cream nagrany w maju 1967 r. i wydany w listopadzie tego samego roku.

## Historia i charakter albumu
W maju 1967 r. podczas trasy koncertowej po USA, grupa weszła do studia firmy Atlantic (ATCO jest filią tej firmy) i nagrała swój drugi album.
Jest to album nieco odmienny od poprzedniego, przede wszystkim utracił surowość debiutanckiej płyty, zyskał jednak na wyrafinowaniu, finezji i większej swobodzie muzyków, którzy przez prawie rok istnienia zespołu doskonale się dopasowali i uzupełniali.
Nie jest to tylko album bluesrockowy; grupa zaczęła grać także rocka psychodelicznego.
Z płyty tej pochodzą dwa klasyczne utwory Cream – „Strange Brew” i „Sunshine of Your Love”.
Pod tajemniczym słowem „Swlabr” kryje się tytuł She Walks Like a Bearded Rainbow lub według innego źródła She Was Like a Bearded Rainbow.
W 2003 album został sklasyfikowany na 112. miejscu listy 500 albumów wszech czasów magazynu Rolling Stone.

## Muzycy
- Eric Clapton – gitara, śpiew
- Jack Bruce – śpiew, gitara basowa, harmonijka
- Ginger Baker – perkusja, śpiew

## Spis utworów
| 1.  | Strange Brew (Clapton/Collins/Pappalardi)     | 2:47  |
|     |                                               |       |
| 2.  | Sunshine of Your Love (Clapton/Bruce/Brown)   | 4:10  |
|     |                                               |       |
| 3.  | World of Pain (Collins/Pappalardi)            | 3:01  |
|     |                                               |       |
| 4.  | Dance the Night Away (Baker)                  | 3:34  |
|     |                                               |       |
| 5.  | Blue Condition (Baker/Godfrey)                | 3:29  |
|     |                                               |       |
| 6.  | Tales of Brave Ulysses (Clapton/Sharp)        | 2:47  |
|     |                                               |       |
| 7.  | Swlabr (Bruce/Brown)                          | 2:32  |
|     |                                               |       |
| 8.  | We're Going Wrong (Bruce)                     | 3:26  |
|     |                                               |       |
| 9.  | Outside Woman Blues (Reynolds/aranż. Clapton) | 3:24  |
|     |                                               |       |
| 10. | Take It Back (Bruce/Brown)                    | 3:05  |
|     |                                               |       |
| 11. | Mother's Lament (Trad./aranż. Cream)          | 1:48  |
|     |                                               |       |
|     |                                               | 34:03 |
|     |                                               |       |

## Pozostałe informacje o albumie
- Producent – Felix Pappalardi
- Nagranie – maj 1967
- Inżynier – Tom Dowd
- Studio – Atlantic Studios, Nowy Jork
- Wydanie – listopad 1967
- Czas – 34 min. 3 s.
- Projekt okładki – Martin Sharp (jest on także autorem tekstu „Tales of Brave Ulysses”).
- Firma nagraniowa – Polydor Records (Wielka Brytania); ATCO (USA)
- Numer katalogowy – 823636 (Polydor); 53232 (ATCO)

Wznowienia
- Remastering do wydania na cd – Dennis M. Drake
- Studio – PolyGram Studios
- Remastering do wydania na cd – Greg Calbi
- Studio – Sterling Sound
- Firma nagraniowa – Polydor
- Numer katalogowy – P2-33636

## Listy przebojów

### Album
| Rok  | Lista                        | Pozycja |
| ---- | ---------------------------- | ------- |
| 1968 | Billboard USA. Albumy popowe | 4       |

### Single
| Rok  | Singel                  | Lista                    | Pozycja |
| ---- | ----------------------- | ------------------------ | ------- |
| 1968 | „Sunshine of Your Love” | Billboard. Single popowe | 5       |